# 沃爾頓霍爾公園球場
沃爾頓霍爾公園體育場（Walton Hall Park Stadium）是一座位於英格蘭利物浦沃爾頓的足球場。現為埃弗顿女子足球隊的主場。首場女子超級聯賽比賽是在2020年2月23日對陣曼聯女子足球隊的賽事，最終以2-3落敗，當天的觀眾人數為893人。
2020年6月，該場地將進行翻修以滿足女子超級聯賽的要求。體育場於2021年9月重新開放，配備了新的混合草草皮，容量為2,200人。